# Гунгашань
Гунгашань, або Мінья-Конка (кит. трад. 貢嘎山, спр. 贡嘎山, піньїнь Gònggá Shān) — семитисячник, найвища вершина хребта Дасюешань. Знаходиться в  Китаї у повіті Лудін провінції Сичуань. Щодо висоти, то є 41-м серед найвищих вершин світу, є найбільш висунутим на схід семитисячником і є третьою за висотою вершиною, що не належить до масивів Каракорума чи Гімалаїв.
Першосходження на цю вершину здійснили 28 жовтня 1932 р. американські альпіністи Терріс Мур (Terris Moore) і Річард Бурдсалл (Richard Burdsall).

## Ресурси Інтернета
- Minya Konka [Архівовано 11 березня 2012 у Wayback Machine.]

 Вікісховище має мультимедійні дані за темою: Гунгашань